# Asus
ASUSTeK Computer Inc., známější pod zkratkou ASUS ([ˈeisuːs]; čínsky v českém přepisu Chua-šuo tian-nao ku-fen jou-sien kung-s’, znaky 華碩電腦股份有限公司; pchin-jinem Huáshuò diànnǎo gǔfèn yǒuxiàn gōngsī), je tchajwanský mezinárodní výrobce počítačových součástek a elektroniky.
Společnost sídlí v tchajwanské metropoli Tchaj-pej. ASUS je pátý největší výrobce počítačů (po firmách Lenovo, HP, Dell a Acer) a největším[zdroj?] výrobcem základních desek. V lednu 2015 oznámil, že prodal již 500 milionů základních desek od svého založení. Slogany firmy zněly „Rock Solid. Heart Touching“, „Inspiring Innovation. Persistent Perfection“ a aktuální slogan je „In Search of Incredible.“
ASUS primárně operuje na tchajwanské a též na Londýnské burze.
Jméno ASUS vychází z latinského názvu pro Pegasa (latinsky Pegasus), okřídleného koně z řecké mytologie (řecky Πήγασος [pégasos]). Byla použita jen čtyři poslední písmena, především kvůli čelnému umístění v abecedních seznamech: PEGASUS → ASUS.

## Historie
ASUS byl založen v Tchaj-peji roku 1989 čtveřicí T. H. Tuang, Ted Hsun, Waynem Hsieh a M. T. Liao. Ti všichni původně pracovali jako počítačoví inženýři pro společnost Acer. Prvním prototypem, který společnost zkonstruovala, byla základní deska používající procesor Intel 80386, ale ten byl v té době již zastaralý. Když ASUS zažádal Intel o spolupráci, tak jim vyhověl. Od té doby ASUS dostával přímo od Intelu výrobní vzorky stejně rychle, jako jeho konkurenti.

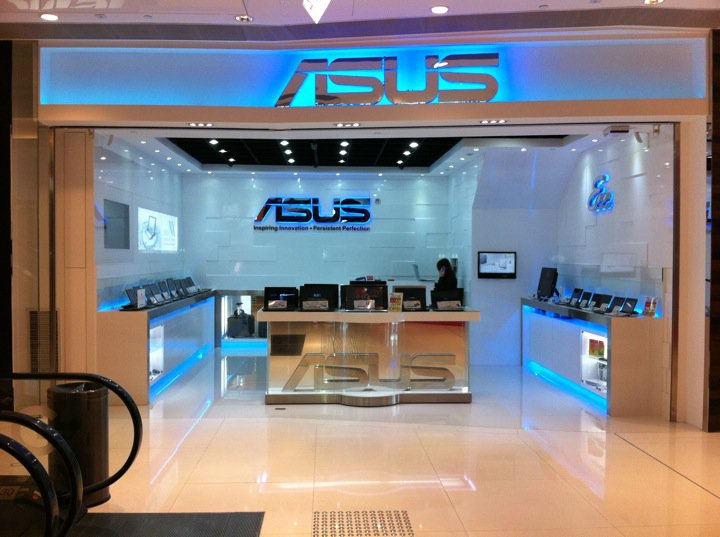
Obchod firmy ASUS v Hongkongu (Siang-kang).

V roce 2005 ASUS vydal na trh jako první grafickou kartu určenou jen pro výpočty technologie PhysX, která ve hrách v reálném čase počítala fyzikální jevy. V prosinci 2005 ASUS vstoupil na trh s LCD monitory, konkrétně model TLW32001. V lednu 2006 oznámil, že bude se společností Lamborghini pracovat na luxusních noteboocích výrobní série VX. V květnu 2007, ASUS představil jako první svého druhu, netbook Eee PC na výstavě Computex. 9. září 2007 ASUS oznámil, že začne podporovat technologii Blu-ray.
Rok 2008 byl pro ASUS klíčový. Společnost se rozdělila na tři dceřiné společnosti. První byla ASUS – zaměřený na hardware a elektroniku, druhá Pegatron – zaměřující se na OEM výrobu komponentů, a třetí Unihan Corporation, společnost vyrábějící počítačové skříně. Společnost Pegatron se však 1. června 2010 úplně oddělila od společnosti ASUS. V říjnu stejného roku, ASUS a Garmin oznámili konec jejich spolupráce na vývoji a výrobě PDA. V lednu 2013 ASUS oznámil, že končí výrobu netbooků pro nezájem spotřebitelů.
Své zastoupení má na všech kontinentech, nejvíce výrobních závodů je na Tchaj-wanu, v Číně, Mexiku a v České republice. ASUS operuje ve 32 zemích světa a po celém světě má přes 400 partnerů. Kromě svého tchajwanského sídla má zastoupení ve 14 pobočkách v Asii a Austrálii, 11 pobočkách v Evropě a jedné ve Spojených státech amerických.
Roku 2019 byl zjištěn virus využívající zadní vrátka v počítačích Asus, přičemž mohlo být celosvětově zasaženo přes milión uživatelů.

## Produkty
Společnost ASUS vyrábí počítače, servery, telefony, notebooky, tablety, pracovní stanice, all-in-one zařízení, optické mechaniky, monitory a také počítačové komponenty – základní desky, grafické karty, zvukové karty a síťové prvky. Nově také začala vyrábět klávesnice, myši a sluchátka.

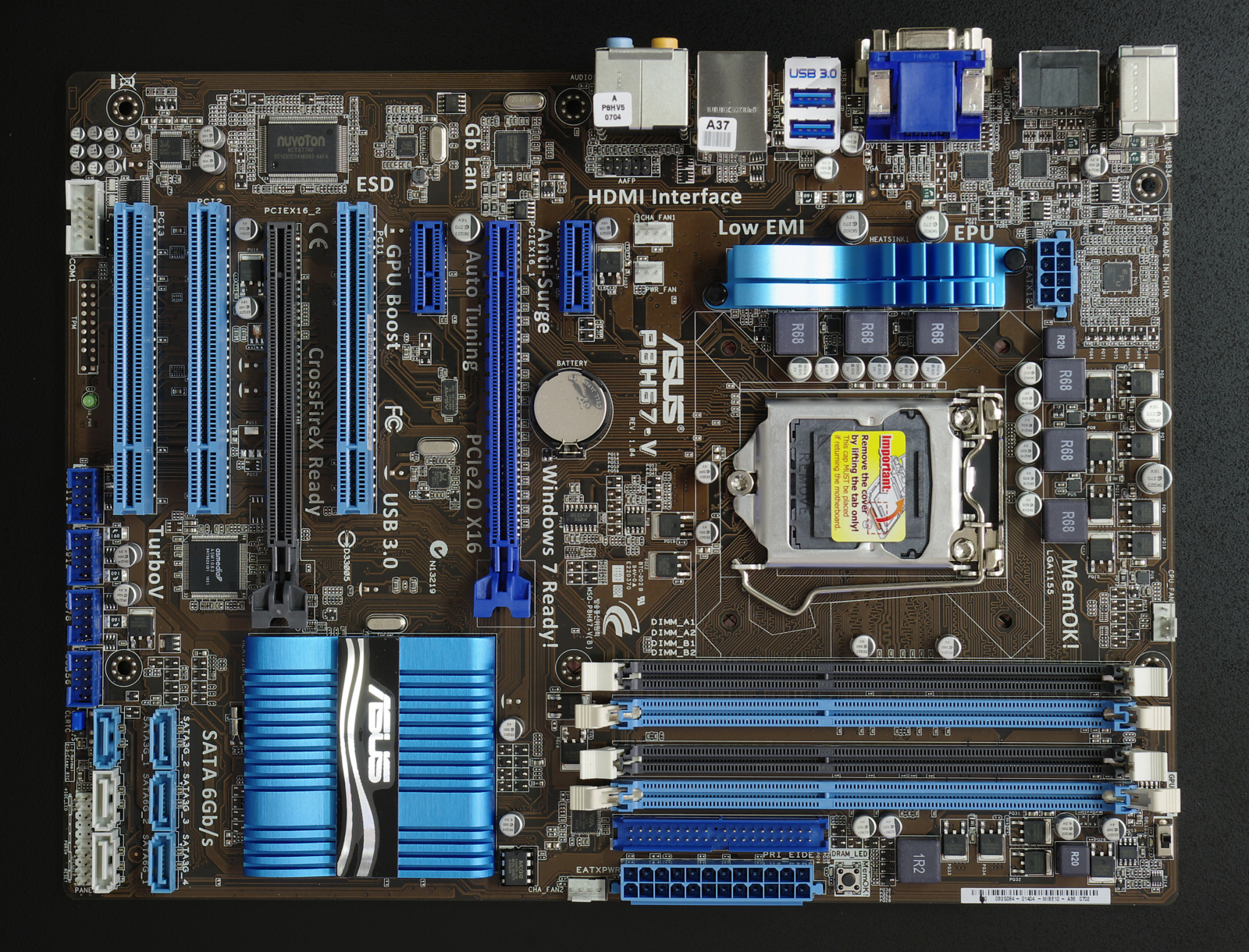
Základní deska ASUS P8H67-V

Společnost také vyráběla počítačové zdroje, skříně, netbooky, PDA, GPS navigace a chladicí prvky, ale výrobu těchto produktů ukončila.
Roku 2006 uvedl Asus základní desku Crosshair ([ˈkrosheə(r)]; česky zaměřovač), první položku produktové řady ROG (Republic Of Gamers), zahrnující komponenty, počítačové sestavy, chytré telefony i příslušenství pro herní nadšence.
Vedle samotné výroby se věnuje také vývoji technologií a má certifikáty ISO 9001, 14001 a 18001.